# Vad (Smedjebacken)
Vad is een plaats in de gemeente Smedjebacken in het landschap Dalarna en de provincie Dalarnas län in Zweden. De plaats heeft 302 inwoners (2005) en een oppervlakte van 101 hectare. De plaats grenst in het zuiden aan het meer Södra Barken en in het noorden aan het meer Damsjön en Mäsen.

## Verkeer en vervoer
Bij de plaats loopt de Riksväg 66.
De plaats heeft een station aan de spoorlijn Kolbäck - Ludvika.